# Кельтей
Кельтей — река в России, протекает в Республике Башкортостан.

## География
Река Кельтей берёт начало у села Кутерем. Течёт на юг по открытой местности через деревни Большой Кельтей и Купербаш. В низовьях протекает по болотистой местности. Впадает в Ашаеш (рукав реки Белая). Длина реки составляет 44 км.
Правый приток — река Малый Кельтей.

## Данные водного реестра
По данным государственного водного реестра России относится к Камскому бассейновому округу, водохозяйственный участок реки — Белая от города Бирск и до устья, речной подбассейн реки — Белая. Речной бассейн реки — Кама.
По данным геоинформационной системы водохозяйственного районирования территории РФ, подготовленной Федеральным агентством водных ресурсов:
- Код водного объекта в государственном водном реестре — 10010201612111100026817
- Код по гидрологической изученности (ГИ) — 111102681
- Код бассейна — 10.01.02.016
- Номер тома по ГИ — 11
- Выпуск по ГИ — 1